# Erich Pechel
Erich Pechel (* 1. Juni 1882 in Graz; † 30. Jänner 1961 in Klagenfurt) war ein österreichischer Pfarrer und Politiker.

## Leben
Pechel war der Sohn des Buchhändlers Franz Pechel und dessen Ehefrau Cacilia.
Pechel besuchte das humanistische Gymnasium in Graz und studierte dann evangelische Theologie in Wien, Halle und Greifswald. Er wurde Vikar in Graz und Feldbach und ab Juli 1909 in St. Veit an der Glan. Von 1917 bis 1918 war er Feldkurat. 1917 wurde er mit dem Kriegskreuz für Zivilverdienste dritter Klasse ausgezeichnet. 1920 wurde er Pfarrer in St. Veit an der Glan und 1932 Senior der evangelischen Gemeinden Kärntens. Im Jahr 1933 wurde er Pfarrer in der Klagenfurter Johanneskirche. Senior Pechel war es auch, der im Namen der Evangelischen Hitler in Klagenfurt willkommen hieß und ihm die Loyalität der Protestanten zusicherte.
Pechel trat 1954 in den Ruhestand.
Zwischen 1923 und 1932 war er Dietwart des deutschvölkischen Turnvereines St. Veit a. D. Glan und 1926 Obmann des Gustav-Adolf-Zweigvereins für Kärnten.
Er war evang. A.B. und heiratete am 21. September 1909 Emilie Unterwelz († 1964). Aus der Ehe ging eine Tochter und ein Sohn hervor.
Er ist auf dem Friedhof Annabichl begraben.

## Politik
Im Ständestaat war er vom 19. November 1934 bis zum 11. März 1938 als Vertreter der Evangelischen Kirche Mitglied im Ständischen Kärntner Landtag. Im Landtag war er Mitglied des Schulausschusses.